# پارک نیمه ملی میجی‌نوموری تاکائو
پارک نیمه ملی میجی‌نوموری تاکائو (به ژاپنی: 明治の森高尾国定公園) یک پارک نیمه ملی است که در توکیو منطقهٔ هاچی‌اوجی واقع شده‌است. این پارک در پیرامون کوه تاکائو قرار دارد. در صدمین سالگرد دوره میجی به همراه پارک نیمه ملی میجی‌نوموری مینواوکوکوتسو در اوزاکا در سال ۱۹۶۷ میلادی به‌طور همزمان به صورت پارک نیمه ملی پارکی درآمد چنین پارکی توسط مدیریت تقسیمات کشوری ژاپن اداره می‌شود. مساحت آن ۷۷۰ هکتار است و کوچکترین پارک نیمه ملی در ژاپن به‌شمار می‌آید. به علت قرار گرفتن معبد تاکائوسان–یاکوئواین در این پارک سالیانه در حدود ۲٬۱۷۰٬۰۰۰ نفر از این پارک استفاده می‌کنند. این پارک سرآغاز جاده طبیعت‌نوردی توکای (東海自然歩道 Tōkai Shizen Hodō ) قرار دارد.